# Liste der Kulturdenkmäler in Herresbach
In der Liste der Kulturdenkmäler in Herresbach sind alle Kulturdenkmäler der rheinland-pfälzischen Ortsgemeinde Herresbach einschließlich des Ortsteils Döttingen aufgeführt. Grundlage ist die Denkmalliste des Landes Rheinland-Pfalz (Stand: 227. Oktober 2023).

## Einzeldenkmäler
| Bezeichnung                                      | Lage                                                     | Baujahr         | Beschreibung                                                                                | Bild                                    |
| ------------------------------------------------ | -------------------------------------------------------- | --------------- | ------------------------------------------------------------------------------------------- | --------------------------------------- |
| Grabkreuz                                        | Herresbach, Hauptstraße, am Ortsausgang Lage             | 1683            | Grabkreuz, bezeichnet 1683                                                                  | Fotos hochladen                         |
| Katholische Kapelle zu den Heiligen Schutzengeln | Herresbach, Kirchstraße Lage                             | 1843            | Bruchsteinsaalbau, bezeichnet 1843, in Anlehnung an Bauten von Johann Claudius von Lassaulx | weitere Bilder Fotos hochladen          |
| Kapelle                                          | Herresbach, südlich von Hausten                          | 19. Jahrhundert | Kapelle, Saalbau, eventuell aus dem 19. Jahrhundert; Grabkreuz, bezeichnet 1698             | Direkt Bild zu diesem Denkmal hochladen |
| Wegekreuz                                        | Herresbach, südlich von Hausten, in der Nähe der Kapelle | 1681            | Wegekreuz, 1681                                                                             | Direkt Bild zu diesem Denkmal hochladen |
| Katholische Kapelle St. Lüfthildis               | Döttingen, Dorfstraße Lage                               |                 | kleiner Bruchsteinsaalbau, 1863                                                             | weitere Bilder Fotos hochladen          |
| Grabkreuz                                        | Döttingen, östlich des Ortes an der B 258 Lage           | 1807            | Grabkreuz, bezeichnet 1807                                                                  | BW                                      |